# Porte de la Conférence
La porte de la Conférence est une porte disparue de Paris de l'enceinte de Louis XIII qui se situait à proximité de la berge de la rive droite de la Seine.

## Origine du nom
Son nom viendrait du fait que durant le siège de Paris par Henri IV, redevenu huguenot, les députés de la Ligue catholique utilisaient cette sortie pour se rendre à Suresnes négocier avec les représentants du roi, le 19 avril 1593. À la suite de cette Conférence, le monarque abjure définitivement le protestantisme, ce qui lui aurait fait dire « Paris vaut bien une messe ».
Une autre étymologie fait venir le nom de la conférence du traité des Pyrénées (1659), scellant le mariage entre Louis XIV et Marie-Thérèse d'Autriche. La même année, le roi érigeait Chaillot en faubourg de la capitale.

## Historique

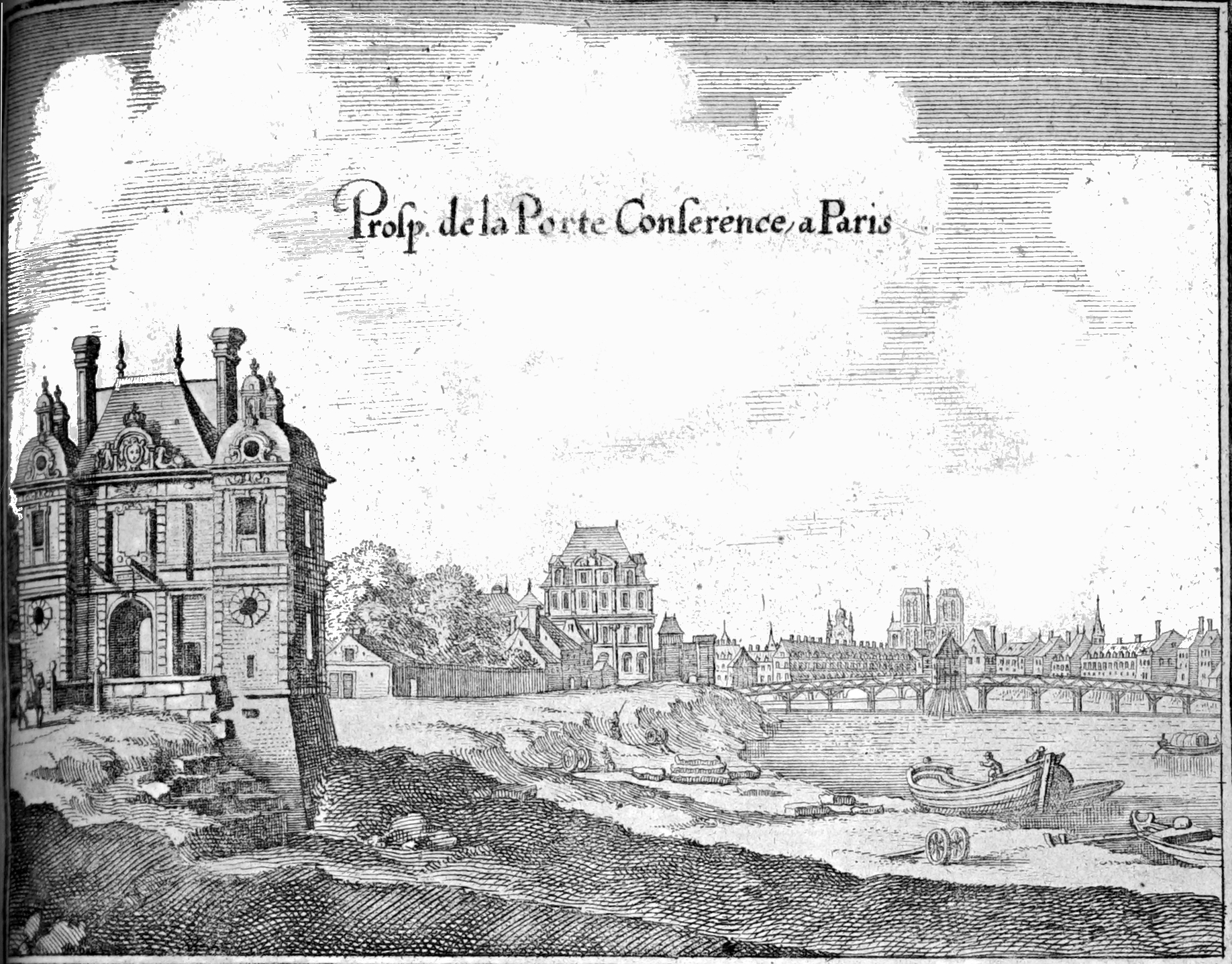
La porte en 1656.

Construite à des fins utilitaires pour permettre l'entrée dans la ville, cette porte marque la limite ouest de Paris jusqu'à la Révolution. 
Marie de Médicis, la paix revenue, fait aménager le quai qui prend le nom de « Cours-la-Reyne ».
En 1649, durant la Fronde, la reine Anne d'Autriche s'enfuit du palais du Louvre, avec son fils âgé de 11 ans, par cette porte pour Saint-Germain-en-Laye, laissant Condé investir Paris.

Elle a été reconstruite en 1663 dans un style plus décoratif.

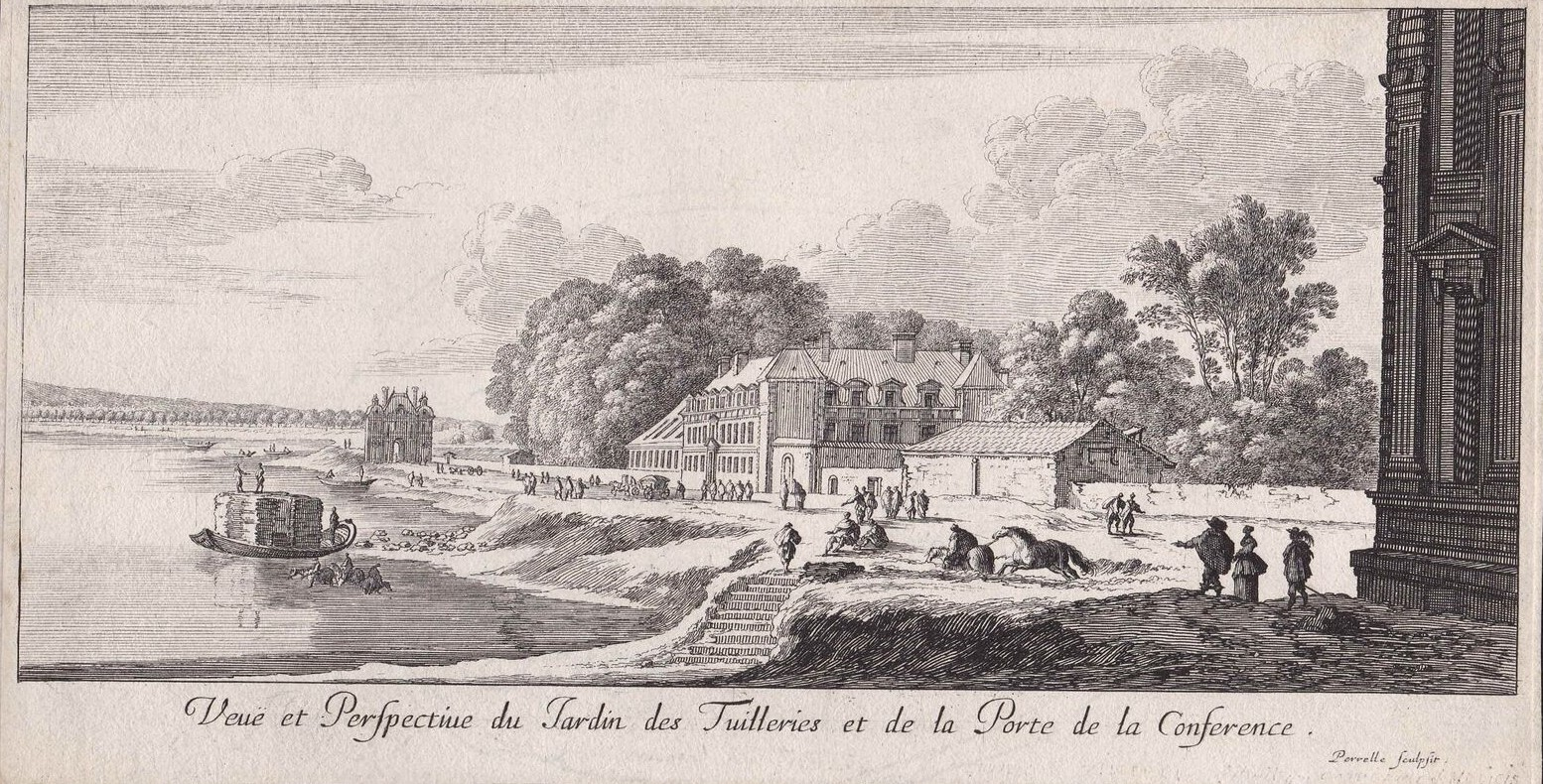
Vue du jardin des Tuileries et de la porte de la Conférence, par Israël Silvestre - ca. 1650.

Elle est parfois confondue à tort avec la porte Neuve, qui se situait aussi sur la rive droite de la Seine, mais au pied de la tour du Bois, qui était la tour la plus occidentale de l'enceinte de Charles V (construite avant celle de Louis XIII).
La porte de la Conférence est détruite en 1730 en même temps que la troisième porte Saint-Honoré, bâtie en 1633, parce qu'elles causaient « de l'embarras.
Au moment de la construction du mur des Fermiers généraux, en 1785, une partie de Chaillot est rattachée à Paris, et une nouvelle porte, la barrière de la Conférence, est ouverte en aval vers Passy, à hauteur de l'actuelle rue Beethoven. »
Lors de l'Exposition universelle de 1889, une reproduction de la porte de la Conférence est bâtie pour servir d'entrée monumentale à la reconstitution de la Bastille et son quartier, près du Champ-de-Mars, bien que les deux édifices étaient à des endroits différents.